# Horst Kasner
Horst Kasner (* 6. August 1926 in Berlin als Horst Kazmierczak; † 2. September 2011 ebenda) war ein deutscher evangelischer Theologe und Vater von Angela Merkel, die Bundeskanzlerin war, als er starb.

## Leben

### Eltern
Horst Kasner wurde 1926 als Sohn des preußischen Polizeibeamten Ludwig Kaźmierczak (* 1896 in Posen; † 1959 in Berlin-Karlshorst) und dessen Ehefrau Margarete, geborene Pörschke, in Berlin-Wedding geboren.
Horst Kasners Vater war 1896 als uneheliches Kind von Anna Rychlicka Kaźmierczak und Ludwig Wojciechowski in Posen geboren worden. Anfang 1915 wurde er im Alter von neunzehn Jahren in die preußische Armee eingezogen, kämpfte an der Westfront und geriet in französische Kriegsgefangenschaft oder desertierte. Die polnische Presse veröffentlichte 2013 ein Foto, das Kaźmierczak im Jahre 1919/20 in der Uniform der Blauen Armee zusammen mit einer unbekannten jungen Frau zeigt. Dieser Verband, der auch Haller-Armee genannt wurde, war unter französischer Anleitung aus deutschen Kriegsgefangenen polnischer Herkunft und polnischen Freiwilligen aus Übersee gebildet worden. Die Haller-Armee kämpfte zumindest in Teilen 1918 in Frankreich auf Seiten der Westalliierten gegen das Deutsche Reich sowie von 1919 bis 1921 im Polnisch-Ukrainischen Krieg und Polnisch-Sowjetischen Krieg. Es ist daher möglich, dass auch Kazmierczak gegen Deutschland kämpfte.
Anfang der 1920er-Jahre siedelte Ludwig Kazmierczak nach Berlin über, nachdem die preußische und zum Deutschen Reich gehörende Provinz Posen 1920 Teil des neu gegründeten Polen geworden war. Anfang 1930 änderte die Familie ihren Nachnamen von Kazmierczak in Kasner. Ludwig Kasner wird im Berliner Adressbuch ab 1928 als Polizei-Oberwachtmeister und 1943 als Polizei-Hauptwachtmeister, wohnhaft in Berlin-Pankow geführt.

### Kindheit, Studium, Heirat
Kasner wuchs im Berliner Ortsteil Pankow auf. Er wurde zunächst katholisch getauft, dann aber protestantisch konfirmiert. Über seine Kindheit ist wenig bekannt. Es existiert eine Krankenakte vom Mai/Juni 1935, als er wegen einer Lungenentzündung im Polizeikrankenhaus war.
Nach dem Zweiten Weltkrieg wurde er aus der Kriegsgefangenschaft nach Heidelberg entlassen, wo er 1946 das Abitur nachholte. Er studierte ab 1948 Evangelische Theologie, zunächst an der Ruprecht-Karls-Universität Heidelberg, anschließend an der Kirchlichen Hochschule Bethel. Während des Studiums hielt er regelmäßigen Kontakt zu seiner Heimatkirche, der Evangelischen Kirche in Berlin-Brandenburg, und schon 1951 äußerte er den Wunsch, dorthin zurückzukehren. Da ein Umzug in die DDR wegen des seinerzeit besonders restriktiven kirchenpolitischen Kurses 1953 auf Schwierigkeiten stieß, verabredete er mit dem zuständigen Konsistorium, sein Vikariat in Hamburg abzuleisten. Als Vikar an der Epiphanienkirche in Winterhude heiratete er die zwei Jahre jüngere Latein- und Englischlehrerin Herlind Jentzsch (* 8. Juli 1928 in Danzig; † 6. April 2019), eine Tochter des Lehrers und Politikers Willi Jentzsch. Am 17. Juli 1954 wurde die gemeinsame Tochter Angela geboren.

### Übersiedlung in die DDR
Einen Tag vor der Geburt der Tochter siedelte Kasner von Hamburg in die DDR über. Die damaligen Wanderungsbewegungen über die noch nicht vollständig abgeriegelte innerdeutsche Grenze liefen in die umgekehrte Richtung: Allein in den ersten fünf Monaten des Jahres 1954 hatten 180.000 Menschen die DDR verlassen, zwischen 1949 und dem Mauerbau 1961 rund 2,5 Millionen. Kasner jedoch, der darin auch von dem Hamburger Bischof Hans-Otto Wölber bestärkt wurde, hielt vor dem Hintergrund des damaligen Pfarrermangels innerhalb der DDR an seinem Vorhaben fest, nach Brandenburg zu gehen. Er trat eine Pfarrstelle im Dorf Quitzow bei Perleberg an; Ehefrau und Tochter, die nach der Geburt zunächst bei der Großmutter Gertrud Jentzsch in der Isestraße 95 in Hamburg gewohnt hatten, zogen nach sechs Wochen in das Quitzower Pfarrhaus nach. Die Situation von Christen und Kirchen in der DDR war zum damaligen Zeitpunkt durch Bedrängung seitens der SED geprägt. Dabei zeigten einzelne Pfarrer unterschiedlich starke Bereitschaft, mit der Staatsführung zusammenzuarbeiten und beim „Aufbau des Sozialismus“ mitzuwirken.

### Pastoralkolleg Templin
1957 wechselte Kasner in die Kleinstadt Templin in Brandenburg. Dort übernahm er auf Wunsch von Albrecht Schönherr, der 1963 Generalsuperintendent wurde, den Aufbau eines Seminars für kirchliche Dienste, später Pastoralkolleg, eine kirchliche Weiterbildungsstelle. „Aufgrund seiner guten Voraussetzungen für das Amt und seiner Fähigkeit, auch pädagogisch zu wirken“, sei Kasner nach Templin berufen worden, sagte Schönherr in einem Gespräch 2004. Der Standort der Weiterbildungsstelle war der Waldhof, ein kirchlicher Gebäudekomplex außerhalb des unmittelbaren Stadtgebietes von Templin, auf dessen Gelände ab 1958 auch geistig Behinderte untergebracht waren.
Am 7. Juli 1957 wurde der Sohn Marcus und am 19. August 1964 die zweite Tochter Irene geboren.
Kasner galt als ein Kirchenmann, der nicht in Opposition zur Staatsführung und zur Kirchenpolitik der SED stand, er wurde jedoch auch nicht als IM der Stasi geführt. Er war – ebenso wie Albrecht Schönherr und Hanfried Müller – Mitarbeiter im Weißenseer Arbeitskreis, der Gegenpositionen zum Bischof von Berlin-Brandenburg Otto Dibelius und dessen Nachfolger Kurt Scharf vertrat. Aus Sicht der Staatsführung gehörte Kasner zu den „progressiven“ Kräften. Sein Spitzname zu DDR-Zeiten, der auch in der Presse immer wieder zitiert wird, war dementsprechend der „rote Kasner“. Nach Angaben von Rainer Eppelmann und Lothar de Maizière war Kasner der Schöpfer der umstrittenen Formel Kirche im Sozialismus. Kasner war auch der Schöpfer des Konzepts „Kirche als Lerngemeinschaft“ bzw. „Kirche als Gemeinschaft von Lernenden“, das innerhalb der evangelischen Kirche ebenfalls umstritten war.
Im Interview mit Günter Gaus behauptete Angela Merkel 1991, ihr Vater habe sich „immer gegen diese Formel Kirche im Sozialismus aufgelehnt“. Diese Behauptung ist im Hinblick auf die belegte Autorenschaft Kasners kaum glaubwürdig.
Er befand sich als langjähriger Leiter des Pastoralkollegs in einer Schlüsselstellung innerhalb der Evangelischen Kirche in Berlin-Brandenburg: Theologen mussten im Rahmen ihrer Weiterbildung oder während ihrer Ausbildungszeit als Vikare vor dem zweiten theologischen Examen nach Templin. In diesem Zusammenhang ist kein Druck auf Pfarrer bekannt, die – anders als Kasner – als systemkritisch galten. Richard Schröder schreibt 2004:

„Für mich gehörte Herr Kasner immer zu den vertrauenswürdigen Personen. Und jedenfalls war er kein Konformist. Das Pastoralkolleg Templin war für uns immer auch ein Fenster nach Westen, durch westliche Referenten und westliche Literatur. Die theologischen Referenten waren nicht nach Linie handverlesen.“

Kasner nahm an Auslandsreisen der Nationalen Front teil und verfügte neben dem Privileg von Westreisemöglichkeiten über zwei PKW: einen Dienstwagen und ein Privatfahrzeug, das über Genex beschafft worden war. Andererseits jedoch blieb seiner Frau Herlind Kasner die Tätigkeit im DDR-Schuldienst verwehrt. Ein Anwerbeversuch der Staatssicherheit gilt als gescheitert. Die Aufnahme eines Hochschulstudiums der Kinder Angela und Markus wurde – anders als bei den meisten anderen Pfarrersfamilien – nicht behindert.
Kasner war innerhalb der evangelischen Kirche zumindest zeitweise hoch umstritten. Während seine Tochter Angela nicht an der Jugendweihe teilnahm, aber bei den Jungen Pionieren und bis 1984 bei der Freien Deutschen Jugend Mitglied war, durchlief Sohn Markus dieses sozialistische Zeremoniell. Vier Pfarrerkollegen beschwerten sich deshalb schriftlich bei Albrecht Schönherr über ihn und warfen Kasner u. a. vor, „wie ein Heckenschütze aufzutreten“.
Ständige Gesprächspartner Kasners in Sachen SED-Kirchenpolitik waren Wolfgang Schnur und Clemens de Maizière, der Vater des späteren DDR-Ministerpräsidenten Lothar de Maizière. Gegenüber dem Autor Andreas Schumann, der damals an einer Familienbiographie der de Maizières arbeitete, behauptete Kasner 2008, Clemens de Maizière nur „flüchtig gekannt zu haben“, und stritt eine engere Zusammenarbeit ab. Ein Gespräch mit Schumann lehnte er ab. Schnur, der spätere Vorsitzende der Partei Demokratischer Aufbruch, war Mitglied der Synode der Evangelischen Kirche Greifswald, zeitweise Vizepräsident der Synode der Evangelischen Kirche der Union (EKU) und Synodaler des Bundes der Evangelischen Kirchen in der DDR. Clemens de Maizière war ebenfalls als Rechtsanwalt in der DDR tätig. Er war daneben Synodaler der berlin-brandenburgischen Kirche und Mitglied der CDU der DDR. Der Verhandlungspartner von de Maizière, Wolfgang Schnur und Kasner in der DDR-Regierung war von 1979 bis 1988 der damalige Staatssekretär für Kirchenfragen Klaus Gysi.
Der Gesellschaftsordnung der Bundesrepublik Deutschland stand Kasner spätestens seit den 1960er-Jahren kritisch gegenüber; er unterstützte die Wiedervereinigung nicht. Nach der Wende sah er 1992 Ostdeutschland um das versprochene Wirtschaftswunder betrogen. Er kritisierte, dass „sich die etablierten Parteien den Staat zur Beute gemacht“ hätten und sich „der Parteienstaat der BRD … eigentlich nur noch durch das Mehrparteiensystem von der Parteidiktatur der DDR“ abhebe.
Er engagierte sich zeitweilig gegen die militärische Weiternutzung des Truppenübungsplatzes Wittstock („Bombodrom“). Darüber hinaus war er Vorsitzender des sich für den Erhalt des Kirchleins im Grünen einsetzenden Fördervereins Kirche Alt Placht e. V. Kasner war nach der Jahrtausendwende ein Fürsprecher der Gründung des russisch-orthodoxen Klosters Götschendorf unweit von Templin. Im benachbarten Hohenwalde hat seine Tochter Angela Merkel seit den achtziger Jahren ein Ferienhaus.

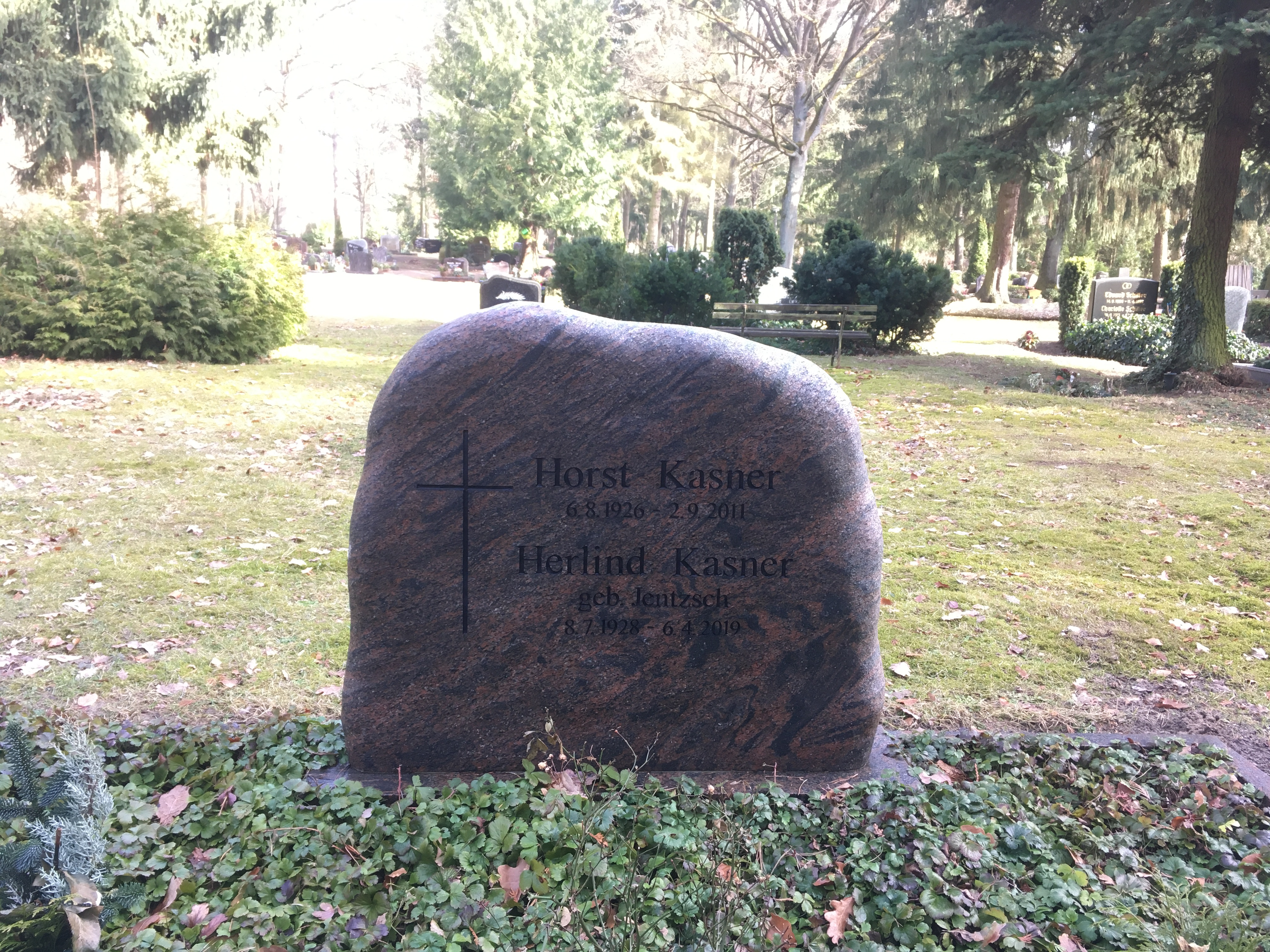
Grab von Horst und Herlind Kasner, Waldfriedhof Templin

Kasner verstarb am 2. September 2011 im Alter von 85 Jahren in Berlin und wurde in Templin beigesetzt.